# Piranga estriada
La piranga estriada (Piranga bidentata) és un ocell de la família dels cardinàlids (Cardinalidae). És un ocell centroamericana del gènere Piranga, l'àrea del qual de distribució s'estén des del nord de Panamà fins a Arizona i Nou Mèxic.